# Clorofilă

Ionul central este magneziul care leagă coordinativ 2 atomi de N (albastru); O roșu, H alb C verde

Clorofila (în limba greacă cloros însemnând verde) este un pigment de culoare verde, esențial în procesul de fotosinteză, prin intermediul acesteia având loc transformarea energiei luminoase în energie chimică.

## Rolul clorofilei
În frunze clorofila se găsește legată de o proteină, plastina cu care formează o cromoproteidă, denumită cloropastină, cu o mare stabilitate comparativ cu clorofila pură.
Clorofila se află în membrana tilacoidelor din cloroplaste unde se pare că formează fotosisteme (denumite fotosistemul I și II, respectiv P680 și P700 după lungimea de undă absorbită) împreună cu pigmenții. În cadrul acestor fotosisteme clorofila se pare că îndeplinește 2 funcții:
- Absorbția luminii
- Transferul energiei către cuplul clorofilei din centrul reactiv al fotosistemului. Lumina  absorbită de către clorofilă determină eliminarea unui electron cu un potențial energetic foarte mare, electron care în final va reveni la clorofilă dar cu un potențial energetic mult mai mic. In cadrul acestei reacții clorofila joacă rol de catalizator, molecula de clorofilă oxidată, revenind din nou la forma inițială prin (re)captarea unui electron.

## Structură chimică

Fitolul (R) este un alcool superior nesaturat care esterifică una din cele 2 grupări carboxil

Are la bază inelul porfirinic, acelasi care stă și la baza hemului, însă ca ion central este magneziul.
|                    | Clorofila a      | Clorofila b           | Clorofila c1            | Clorofila c2            | Clorofila d      |
| Formulă moleculară | C55H72O5N4Mg     | C55H70O6N4Mg          | C35H30O5N4Mg            | C35H28O5N4Mg            | C54H70O6N4Mg     |
| Radicalul de la C3 | -CH=CH2          | -CH=CH2               | -CH=CH2                 | -CH=CH2                 | -CHO             |
| Radicalul C7       | -CH3             | -CHO                  | -CH3                    | -CH3                    | -CH3             |
| Radicalul C8       | -CH2CH3          | -CH2CH3               | -CH2CH3                 | -CH=CH2                 | -CH2CH3          |
| Radicalul C17      | -CH2CH2COO-Fitil | -CH2CH2COO-Fitil      | -CH=CHCOOH              | -CH=CHCOOH              | -CH2CH2COO-Fitil |
| Legătura C17-C18   | Simplă           | Simplă                | Dublă                   | Dublă                   | Simplă           |
| Răspîndire         | Universal        | Majoritatea plantelor | Diferite specii de alge | Diferite specii de alge | Cianobacterii    |